# Saint-Martin-les-Eaux
Saint-Martin-les-Eaux település Franciaországban, Alpes-de-Haute-Provence megyében. Lakosainak száma 123 fő (2022. január 1.). Saint-Martin-les-Eaux Dauphin, Manosque, Saint-Michel-l’Observatoire és Villemus községekkel határos.

## Népesség
A település népessége az elmúlt években az alábbi módon változott:
| Lakosok száma | 31   | 69   | 104  | 106  | 114  | 118  | 114  | 114  | 124  | 123  |
|               | 1968 | 1990 | 1999 | 2011 | 2013 | 2016 | 2017 | 2019 | 2020 | 2022 |